# سیارک ۱۳۳۰۳
سیارک ۱۳۳۰۳ (به انگلیسی: 13303 Asmitakumar، نامگذاری:1998RX32) سیزده هزار و سیصد و سومین سیارک کشف شده‌است که در ۱۴ سپتامبر ۱۹۹۸ کشف شد.
قدر مطلق سیارک برابر ۱۹.۵ است.